# Опытное (Покровский район)
О́пытное (укр. Опитне) — посёлок в Авдеевской городской общине Покровского района Донецкой области Украины.

## Общие сведения
Население по данным всеукраинской переписи 2001 года составляло 755 человек.

## История
В декабре 2022 года в ходе вторжения России на Украину на окраинах посёлка проходили активные боевые действия. 11 сентября 2023 года ВСУ вошли в посёлок, и заняли значительную его часть. В настоящее время под контролем ВС РФ

## Достопримечательности
В Опытном находится храм Корсунской иконы Божией Матери Авдеевского благочиния донецкой епархии украинской православной церкви Московского патриархата.